# Sergy (Aisne)
Sergy é uma comuna francesa na região administrativa de Altos da França, no departamento de Aisne. Estende-se por uma área de 13,32 km². Em 2010 a comuna tinha 149 habitantes (densidade: 11,2 hab./km²).